# JTB
JTB (англ. Jumping translocation breakpoint) – білок, який кодується однойменним геном, розташованим у людей на короткому плечі 1-ї хромосоми.  Довжина поліпептидного ланцюга білка становить 146 амінокислот, а молекулярна маса — 16 358.
| 10         |  | 20         |  | 30         |  | 40         |  | 50         |
| ---------- |  | ---------- |  | ---------- |  | ---------- |  | ---------- |
| MLAGAGRPGL |  | PQGRHLCWLL |  | CAFTLKLCQA |  | EAPVQEEKLS |  | ASTSNLPCWL |
| VEEFVVAEEC |  | SPCSNFRAKT |  | TPECGPTGYV |  | EKITCSSSKR |  | NEFKSCRSAL |
| MEQRLFWKFE |  | GAVVCVALIF |  | ACLVIIRQRQ |  | LDRKALEKVR |  | KQIESI     |

A: Аланін

C: Цистеїн

D: Аспарагінова кислота

E: Глутамінова кислота

F: Фенілаланін

G: Гліцин

H: Гістидин

I: Ізолейцин

K: Лізин

L: Лейцин

M: Метіонін

N: Аспарагін

P: Пролін

Q: Глутамін

R: Аргінін

S: Серин

T: Треонін

V: Валін

W: Триптофан

Задіяний у таких біологічних процесах як апоптоз, клітинний цикл, поділ клітини, мітоз, поліморфізм. 
Локалізований у цитоплазмі, цитоскелеті, мембрані, мітохондрії.